# Christian van Marwyck
Christian van Marwyck (* 27. November 1912 in Duisburg; † unbekannt) war ein deutscher Hygieniker und Mikrobiologe.
Christian van Marwyck studierte Medizin an der Albert-Ludwigs-Universität Freiburg. 1932 wurde er Mitglied der katholischen Studentenverbindung KDStV Hercynia Freiburg im Breisgau im CV. 1939 wurde er an der Westfälischen Wilhelms-Universität Münster mit der Arbeit Therapeutische Beeinflussung von Pneumococcen- und Streptococcensepticämien durch AOI-Bertra Münster zum Dr. med. promoviert. 1949 habilitierte er sich. Er war langjähriger Professor für Mikrobiologie an der Universität Münster. Er war Direktor des Staatlichen Hygiene-Instituts in Bremen.
Er hat über 60 wissenschaftliche Aufsätze veröffentlicht.